# Скандинавия

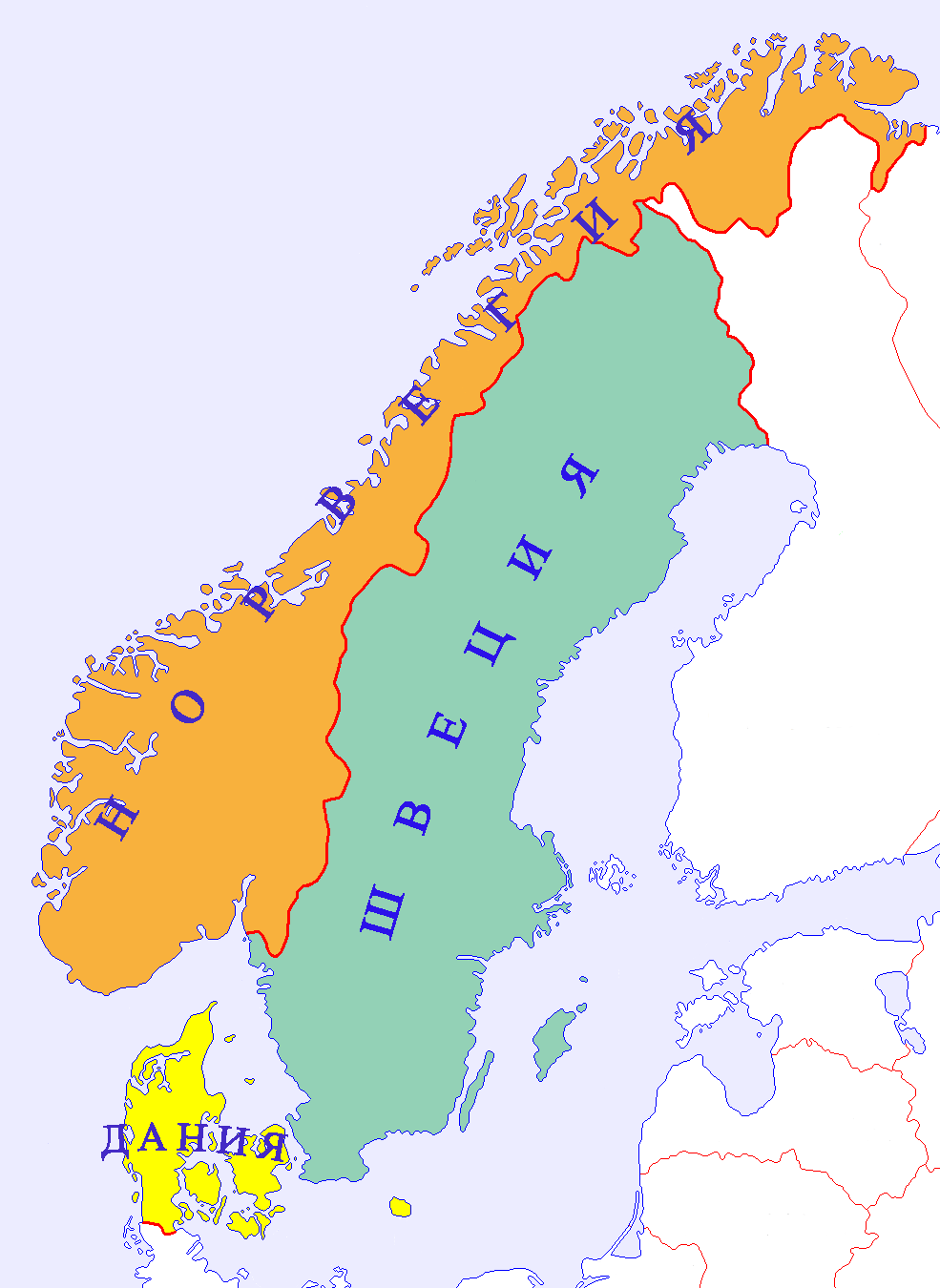
Норвегия, Швеция и Дания — современные государства, расположенные в Скандинавии

Скандина́вия (лат. Scadinauia, дат. и швед. Skandinavien, норв. Skandinavia) — историко-культурный регион на севере Европы, охватывающий Скандинавский полуостров, полуостров Ютландия и прилегающие острова (Готланд, Зеландию и др.). Традиционно Скандинавия включает в себя три страны — Данию, Норвегию и Швецию. В некоторых источниках Исландию, исторически тесно связанную с Норвегией и Данией, также рассматривают в составе Скандинавии. Иногда Скандинавию рассматривают в более широком культурном и геополитическом смысле, включая в неё Исландию, Финляндию и острова Северной Атлантики. Объединяя географические понятия Скандинавия и Финляндия, правильно употреблять термин Фенноскандия.
В географическом смысле Скандинавия обычно рассматривается как понятие, соответствующее понятию Скандинавский полуостров.

## Этимология названия
Название «Скандинавия» восходит к Scandinavia из средневековой латыни. Впервые слово в форме Scadinauia упомянул Плиний Старший в своём труде «Естественная история». У этого названия может быть германское происхождение — его возводят к прагерманскому Skaðin-awjō, что стало в староанглийском языке Scedenig и Skáney в древнескандинавском. 
Согласно исследователям, упоминание Плинием могло изначально относиться лишь к Скании. В этом названии может лежать корень *skaðan- «опасность, вред» (ср. современное немецкое Schaden «вред», норвежское skade «вредить»); вторая часть может быть восстановлена как *awjō, что означает «земля на воде, остров». Таким образом, название «Скандинавия» может означать «опасная земля», что связано с небезопасными песчаными отмелями вокруг Скании. 
Согласно другим предположениям, название связано с именем скандинавской богини Скади и прагерманским корнем *skaðwa- «тень». Таким образом, можно предположить, что эта богиня ранее сопоставлялась со Скандинавией или Нижним (подземным) миром и была её воплощением.

## История
Скандинавский регион в своей южной части (полуостров Ютландия, южная оконечность Скандинавского полуострова и прилегающие острова) был заселён предками германцев, носителями культуры боевых топоров и индоевропейской речи, по крайней мере с XIV века до н. э.
Перемещения людей в эпоху викингов из Западной Европы затронули всю Скандинавию, в то время как миграция с востока была более локализованной, с пиками в долине озера Меларен и на Готланде. Поток генов из Южной Европы в значительной степени затронул юг Скандинавии.
Дальнейшая колонизация региона связана с морскими походами викингов в конце 1-го тыс. н. э.
Скандинавские государства неоднократно объединялись в политические союзы, наибольшими из которых были Кальмарская уния (1397—1523) и Шведско-норвежская уния (1814—1905).
Современное использование термина Скандинавия связано с датско-прусскими войнами середины XIX века за Шлезвиг и возникновением национально-политического движения за объединение Дании и Норвегии в единое государство.

## Языки
Языки скандинавских стран — шведский, датский и норвежский — произошли от общего древнескандинавского языка и относятся к северной ветви германских языков индоевропейской языковой семьи. В Исландии, которую иногда также причисляют к Скандинавии, говорят на исландском языке, тоже образовавшемся от древнескандинавского. 
В словарных составах датского, норвежского и шведского языков отличается очень большое количество заимствований из нижненемецкого. Вследствие культурного и политического влияния Дании норвежский язык (особенно букмол) испытал сильное влияние датского языка. Общей для алфавитов датского, норвежского и шведского языков являются буквы Å,å (читается как «о») и Æ.
На севере Скандинавии (в Швеции и Норвегии) проживают носители финского, квенского и саамских языков, относящихся к финно-угорской ветви уральской языковой семьи.

## Географическое положение и климат

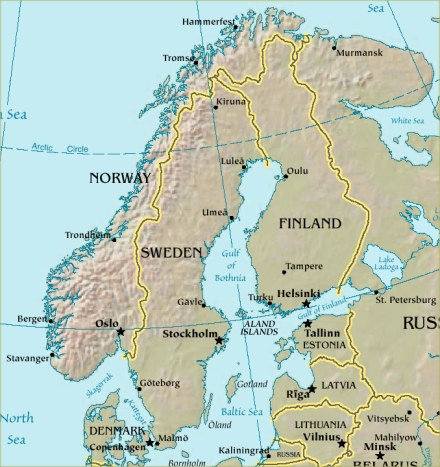
Страны Северной Европы

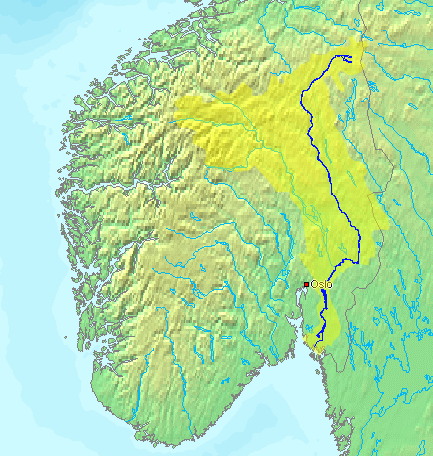
р. Гломма

Скандинавия расположена в северо-западной части Европы. Небольшая часть Скандинавии лежит за полярным кругом. Омывается Норвежским морем на севере и западе, Северным морем на юго-западе, Балтийским морем на юге и востоке и Ботническим заливом на северо-востоке. На юге региона полуостров Ютландию от Скандинавского полуострова отделяет система Датских проливов, наиболее значимыми из которых являются Скагеррак, Каттегат и Эресунн. В 2000 году был открыт Эресуннский мост через пролив Эресунн (дат. Øresund, швед. Öresund) между Данией и Швецией, связавший Скандинавский полуостров с Центральной Европой (через острова Зеландию и Фюн, по европейскому маршруту E20, проходящему через Мост Большой Бельт и Новый мост через Малый Бельт).
Крупнейшими островами в Балтийском море, относящимися к Скандинавии, являются Зеландия, Готланд, Фюн, Эланд, Лолланн, Борнхольм и Фальстер. Крупнейшими островами в Норвежском море близ западного побережья Скандинавского полуострова являются Хиннё, Сенья, Лангё, Сёрё и Сёр-Квалёй.
Самой северной точкой Скандинавии считается мыс Кнившелодден на острове Магерё (Норвегия) в Баренцевом море (более северный архипелаг Шпицберген обычно не включают в состав Скандинавии). Самой южной точкой Скандинавии принято считать мыс Гесер-Одде (дат. Gedser Odde) на острове Фальстер (Дания) в Балтийском море. Самой восточной точкой Скандинавии является островок Хорнё у побережья Норвегии в Баренцевом море. Самой западной точкой Скандинавии (без учета Исландии, острова Ян Майен и Фарерских островов, которые не принято включать в состав Скандинавии) является шхера Хольмебоен, относящаяся к группе шхер Стейнсёйна в Норвежском море у юго-западного побережья Норвегии.
Рельеф Скандинавии разнообразен: преимущественно плоский на востоке (вдоль побережья Балтийского моря) и юге (Ютландия), и горный на севере и западе (побережье Норвежского моря). Скандинавские горы тянутся вдоль Скандинавского полуострова с севера на юг на 1500 км. Самая высокая точка — гора Галлхёпигген (норв. Galdhøpiggen), 2469 м, расположена в южной части хребта на юге Норвегии. Самая высокая вершина Швеции — гора Кебнекайсе (швед. Kebnekaise), 2106 м, которая также является частью Скандинавских гор и расположена на севере страны. Самой высокой точкой Дании является вершина Идинг-Сковхой (дат. Yding Skovhøj, общая высота с учетом кургана 172,5 м), расположенная в восточной части полуострова Ютландия.
Основную часть Скандинавии покрывают леса. На юге (полуостров Ютландия и Сконе) и в районе крупных шведских озер (Венерн, Меларен и т. п.) преобладают поля и другие сельскохозяйственные угодья.

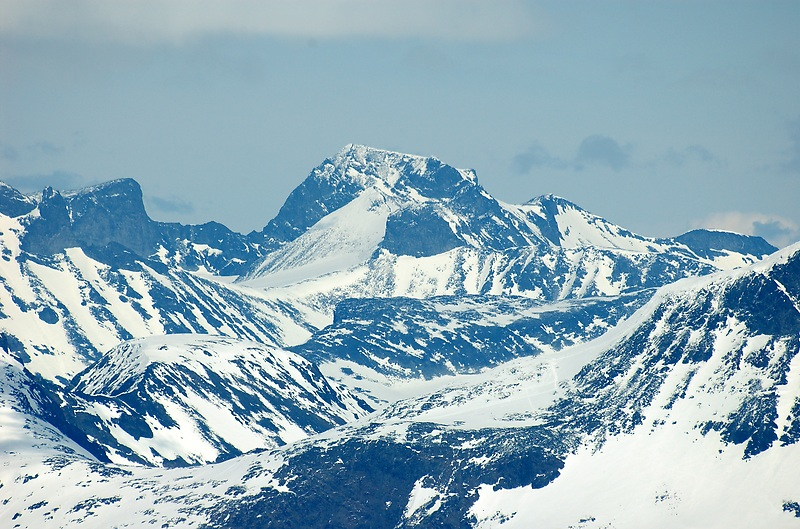
Галлхёпигген — самая высокая вершина Скандинавии

Для восточной части Скандинавии характерно наличие многочисленных озёр и морен, являющихся наследием Ледникового периода. Крупнейшие озёра Скандинавии — Венерн, Меларен, Веттерн и Ельмарен — расположены в юго-восточной части Скандинавского полуострова, в Швеции.
Морское побережье Скандинавии сильно изрезано, особенно на западе, с глубокими узкими заливами, в том числе фьордами, и многочисленными островами и шхерами. Крупнейшими фьордами Скандинавии являются Согне-фьорд (205 км), Хардангер-фьорд (179 км) и Вест-фьорд (155 км) на западном побережье Скандинавского полуострова, в Норвегии.

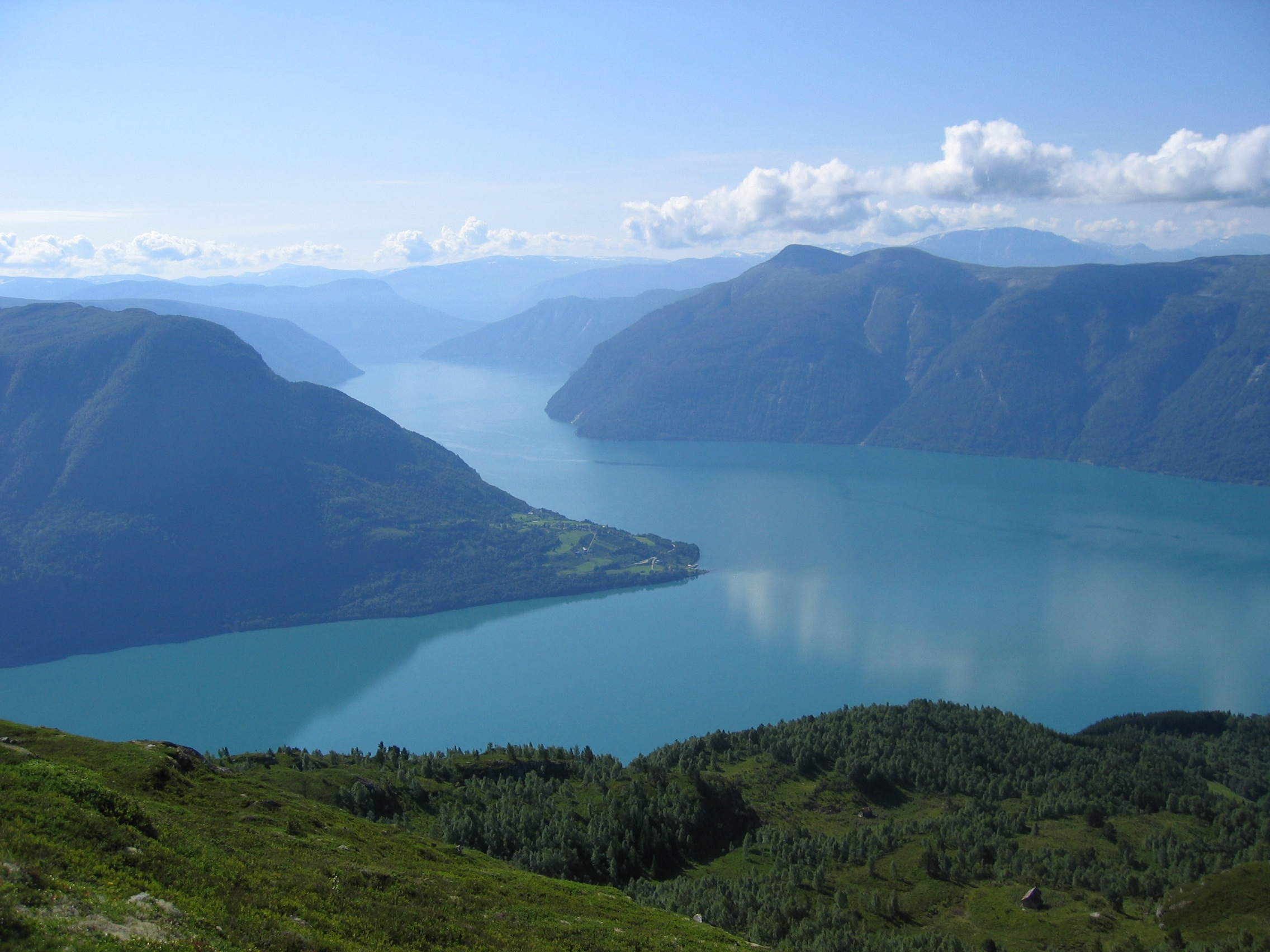
Согне-фьорд

Скандинавия обладает густой речной сетью. Гидроэнергетика играет важную роль в обеспечении электроэнергией. Однако число судоходных рек ограничено. Самая протяженная река — Гломма — протекает на юге Норвегии и впадает в Северное море недалеко от Осло. К крупным рекам относятся Кларэльвен и Гёта-Эльв, Турнеэльв и Далэльвен.
Скандинавия расположена в двух климатических поясах: умеренном и субарктическом. Климат меняется с севера на юг и с запада на восток. Большое влияние на климат оказывает теплое Норвежское течение, являющееся продолжением Гольфстрима. На западе Скандинавии морской климат, типичный для западной Европы, преобладает в Дании, южной части Швеции и вдоль западного побережья Норвегии, характеризуется частыми осадками, достигая 5000 мм в некоторых областях Норвегии. В центральной части — от Осло до Стокгольма — преобладает влажный континентальный климат, который постепенно уступает место субарктическому климату далее на север и прохладному морскому климату западного побережья. Скандинавские горы закрывают собой мягкий и влажный воздух, поступающий с юго-запада, таким образом, северная часть Швеции и плато Финнмарксвидда в Норвегии получают небольшое количество осадков и холодные зимы.
На территории Скандинавии расположено несколько природно-климатических зон. Крайний север континентальной Норвегии находится в зоне тундры. Основная часть Скандинавии расположена в зоне тайги. Юго-восточная Швеция расположена в зоне смешанных лесов, юго-западная Швеция и Дания в зоне широколиственных лесов.
Самая высокая температура за всю историю наблюдений в Скандинавии составила +38,0 °C в населенном пункте Молилла (швед. Målilla) в лене Кальмар на юго-востоке Швеции. Самая низкая: −52,5 °C в населенном пункте Вуоггачольме (швед. Vuoggatjålme) в лене Норрботтен на севере Швеции, недалеко от границы с Норвегией.

## Население

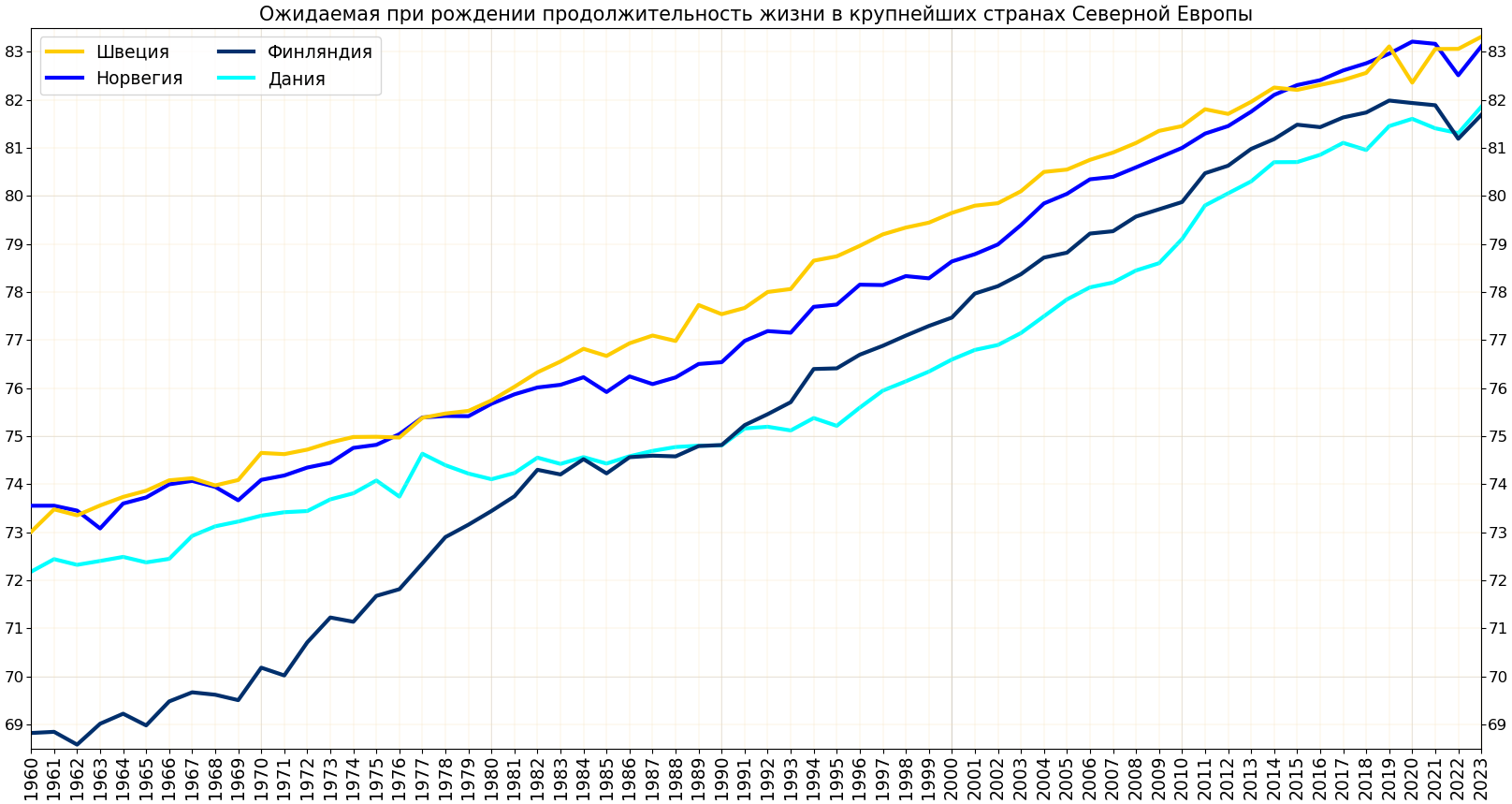
Ожидаемая продолжительность жизни в странах Скандинавии и в Финляндии

Общая численность населения Скандинавии (Дании, Норвегии и Швеции) составляет около 22 млн чел. (2023). Скандинавия имеет довольно низкую плотность населения, основная часть которого сосредоточена на юге и вдоль побережья. Крупнейшие города — Стокгольм (984 000 чел., 2023), Осло (709 000 чел., 2022), Копенгаген (660 000 чел., 2022), Гётеборг (603 000 чел., 2019) и Мальме (360 000 чел., 2023). Крупнейшей агломерацией Скандинавии является так называемый Эресуннский регион, расположенный по обе стороны пролива Эресунн и включающий в себя Большой Копенгаген и шведский город Мальмё с пригородами. Общее население агломерации составляет более 4 млн чел.

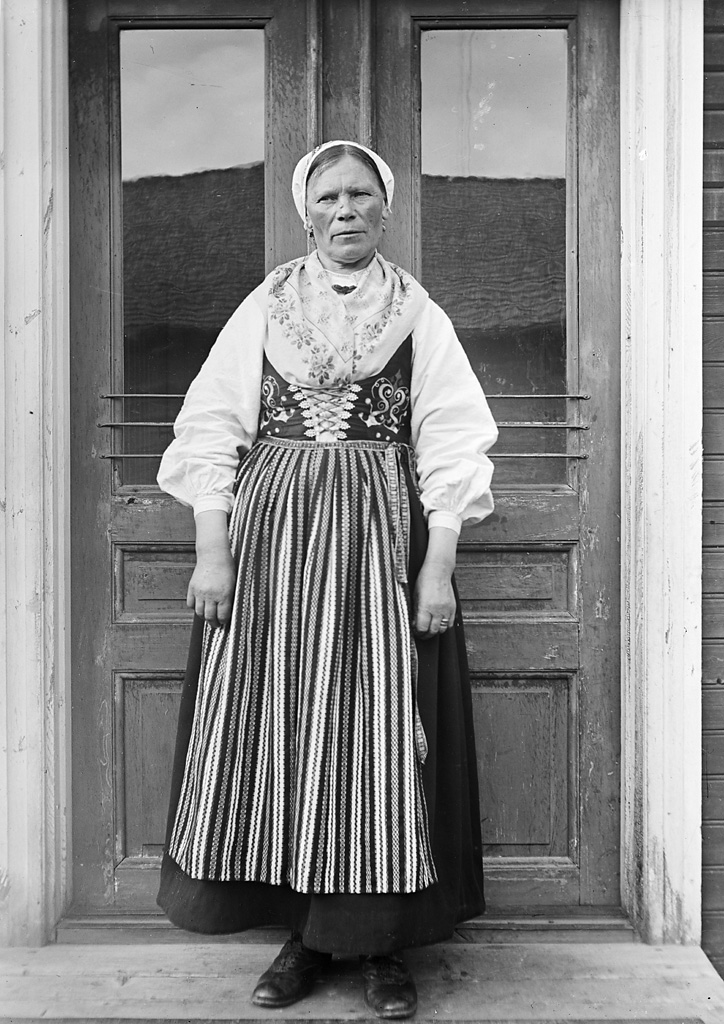
Шведский национальный костюм

Коренное население Скандинавии составляют шведы, норвежцы и датчане, а также финны и саамы (на севере). В XVI—XVII веках в Скандинавии селились финны, немецкие купцы (см. Ганзейский союз) и ремесленники, и мастера кузнечного дела из Валлонии. В XVIII—XIX веках в Скандинавии начали обосновываться художники, философы, ученые, архитекторы из Франции (в том числе, Рене Декарт), Италии, и евреи. Иммиграция финского населения в Швецию проходила в несколько волн и отражает тесные исторические и культурные связи между Швецией и Финляндией.
Миграционные потоки коренного населения из Скандинавии восходят к эпохе викингов VIII—IX веков. Уже в IX веке скандинавские мореплаватели, купцы и военные дружины исследовали Северную Атлантику, совершали набеги на прибрежные города и осваивали торговые пути, ведущие в Византию. К этом периоду относится начало колонизации Фарерских островов, Исландии, Аландских островов, создание области датского права в северной Англии, и призвание варягов на Русь. В X веке поселения викингов появились в Гренландии и на других островах у побережья Северной Америки.
В XIII веке датчане захватили земли на севере нынешней Эстонии, которые впоследствии вошли в состав Ливонского ордена. С XVII по первую половину XIX века Дания имела ряд небольших колониальных владений в Индии и Африке.
Установление шведского правления на территории современной Финляндии относится к XIII веку. С этого момента шведы активно заселяли юго-западное и южное побережье Финляндии (исторические области Остроботния и Нюланд), где до сих пор проживает шведоязычное население. C XVI по начало XVIII века Швеция имела владения в северной Прибалтике (Шведская Эстляндия и Шведская Ливония). В первой половине XVII века Швеция основала колонию Новая Швеция на восточном побережье Северной Америки (на территории современных штатов Делавэр, Нью-Джерси и Пенсильвания), которая просуществовала до 1655 года.
Эмиграция коренного населения из Скандинавии приобрела массовый характер с середины XIX по 30-е годы XX века. В основном она была направлена в США. Прибывавшие в Новый Свет скандинавы наиболее часто селились в штатах, расположенных рядом с Великими озёрами — Миннесота, Висконсин, Мичиган, Северная Дакота. В настоящее время в США проживает около 4,5 млн потомков переселенцев из Норвегии, около 4,3 млн потомков иммигрантов из Швеции, и 1,5 млн потомков переселенцев из Дании. Наибольшая численность населения скандинавского происхождения в процентном соотношении в штатах Северная Дакота (около 35 %), Миннесота (около 30 %) и Южная Дакота (около 20 %).
Иммиграционная политика современных скандинавских стран во многом характеризуется их членством в Шенгенской зоне, а также членством Швеции и Дании в Евросоюзе. Например, большая часть переселенцев прибывает в Швецию в рамках трудовой миграции (около 21 %) и по программам воссоединения семей (около 20 %). С 80-х годов XX века скандинавские страны принимают иммигрантов из стран Ближнего Востока (Иран, Ливан, Ирак), а также беженцев из зон военных конфликтов. В 90-е годы существенную долю беженцев составляли выходцы из Югославии, в 2000-е годы из Ирака и Сомали. С 2011 года из Сирии. В Швеции крупнейшие этнические диаспоры составляют выходцы из Финляндии, Сирии, Ирака и Польши.
В настоящее время самый высокий уровень иммиграции в Швеции — в 2011 году страна приняла более 90 тыс. иммигрантов. На втором месте — Норвегия, в которую в 2011 году прибыло около 70 тыс. иммигрантов. Численность жителей Швеции, родившихся за ее пределами, составляет почти 1,5 млн, что в три раза выше, чем соответствующие показатели для Норвегии и Дании.

## Политическое устройство
Все три страны Скандинавии — Дания, Норвегия и Швеция — являются парламентскими монархиями. Во главе государства стоит глава правящей династии (король или королева), но его (ее) полномочия юридически и фактически ограничены во всех сферах государственной власти, в том числе, в законодательной и исполнительной. Например, король (королева) Швеции по конституции выполняет только представительские и дипломатические функции. Правящей королевской династией Дании и Норвегии является династия Глюксбургов, Швеции — династия Бернадотов.
Законодательная власть полностью принадлежит однопалатному парламенту (в Дании — Фолькетинг, в Норвегии — Стортинг, в Швеции — Риксдаг), а исполнительная — правительству, которое возглавляется премьер-министром. В парламентах скандинавских стран традиционно сильны позиции левоцентристов, в частности социал-демократов.

## Экономика
Все три скандинавские страны используют общие названия для национальных валют: крона (датская, норвежская, шведская) и эре (100 эре = 1 крона).
Швеция и Дания, будучи членами Евросоюза, используют национальные валюты, однако Швеция, возможно, вступит в еврозону в ближайшем будущем.
Скандинавские страны входят в первую десятку стран с наиболее низким уровнем коррупции согласно рейтингу, составленному на основе индекса восприятия коррупции CPI. По данным на 2018 год эти страны также входят в первую десятку наиболее развитых стран согласно рейтингу, разработанному на основе индекса человеческого развития.